# La venjança de Rubik

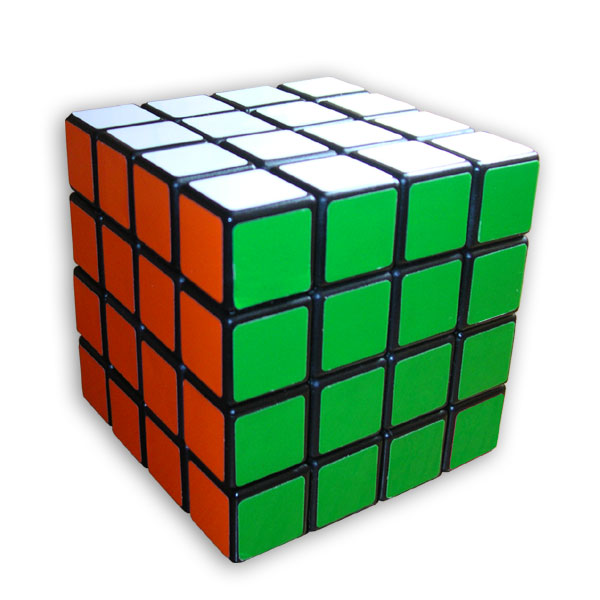
La venjança de Rubik resolta

La Venjança de Rubik (coneguda també com el Cub Mestre) és la versió 4×4×4 del Cub de Rubik. Fou enllestida en 1982 per Péter Sebestény. A diferència del puzzle original (i del Cub de 5×5×5), no té quadres fixes: els quadres o facetes centrals (quatre per cara del cub) poden moure's lliurement a diferents posicions.
Els mètodes de resolució emprats per al cub de 3×3×3 (el Cub de Rubik estàndard) funcionen ací per a les vores i els vèrtexs del cub 4x4x4, sempre que s'hagen identificat correctament les posicions relatives dels colors — donat que els quadres o facetes centrals ja no es poden utilitzar per a fer eixa identificació (no són fixes i, per tant, no serveixen com a punts de referència).

## Mecànica

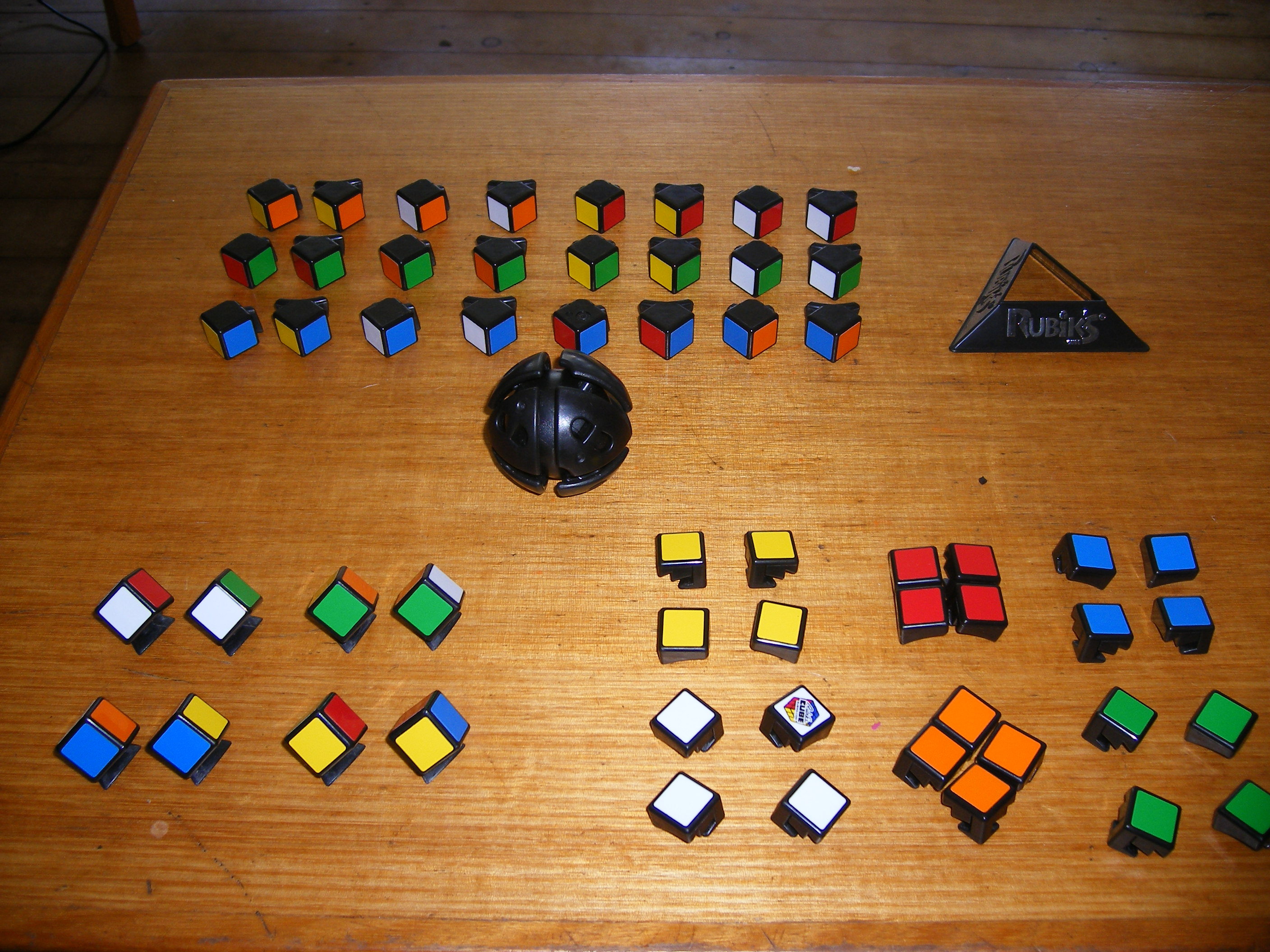
Cub de la Venjança de Rubik desmuntat, mostrant totes les peces i la bola central del mecanisme

Aquest trencaclosques mecànic consisteix en 56 cubs en miniatura ("cubets" o cubies en anglés) que es troben a la superfície. Hi ha 24 centres que mostren un color cadascun, 24 vores que mostren dos colors cadascuna, i 8 vèrtex que mostren tres colors cadascun. El cub original de la Venjança de Rubik es pot desmuntar sense massa dificultat, típicament fent girar un costat un angle d'uns 30° i estibant una peça vorera cap amunt fins que es desallotja (se n'ix de l'acoblament mecànic).
El mecanisme original dissenyat per Sebestény usa una bola amb ranures per a mantindre les peces centrals al seu lloc. Les peces de la vora són mantingudes al lloc pels centres, i els vèrtexs són mantinguts al lloc per les vores, de manera molt semblant a com passa al Cub de Rubik original. Hi ha tres ranures mútuament perpendiculars perquè les peces centrals rellisquen al llarg d'elles. Cada ranura té l'amplura necessària per a permetre que una filada de peces centrals rellisque sobre ella. La bola està conformada de tal manera que impedisca que les peces centrals de l'altra fila hi rellisquen, assegurant així que la bola romanga alineada amb la part externa del cub. Fer girar una de les capes centrals provoca el moviment o bé sols eixa capa o bé de la bola també.
La versió Eastsheen del cub, que és significativament més petita que 6 cm per vora, posseeix un mecanisme completament diferent. El seu mecanisme és molt semblant al de versió Eastsheen del Cub del Professor (és a dir, la versió 5x5x5 del Cub de Rubik), en lloc de basar-se en la bola que fa de nucli. Hi ha 42 peces (36 mòbils i 6 fixes) completament amagades dins del cub, corresponent a les files centrals del Cub del Professor. Aquest disseny és més robust que l'original i a més permet usar cargols per a prémer o afluixar el cub. L'eix central està especialment conformat amb la intenció d'impedir que perda l'alineació amb l'exterior del cub.
Hi ha 24 peces voreres que mostren 2 costats colorejats cadascuna, i 8 peces de vèrtex que mostren 3 colors. Cada peça de vèrtex o parell de peces voreres mostra una única combinació de color, però no totes les combinacions estan presents: per exemple, no hi ha una peça amb els dos costats respectivament roig i taronja, si els colors roig i taronja estan en cares opostes del cub respolt. La localització d'aquests cubs en relació l'un amb l'altre pot ser alterada fent girar les capes del cub, però la localització relativa dels costats acolorits entre si a l'estat complet del cub (trencaclosques resolt) no pot ser alterada: està fixada per les posicions relatives dels quadrats centrals i la distribució de les combinacions de color sobre les peces de vora i de vèrtex.
Per als cubs més recents, els colors de les etiquetes són roig opost al taronja, groc opost al blanc, i verd opost al blau. Malgrat açò, hi ha a més Cubs amb disposicions de colors alternatives (groc opost a verd, blau opost a blanc, i roig opost a taronja). La versió Eastsheen té el color porpra (opost al roig) en lloc del taronja.

### Permutacions

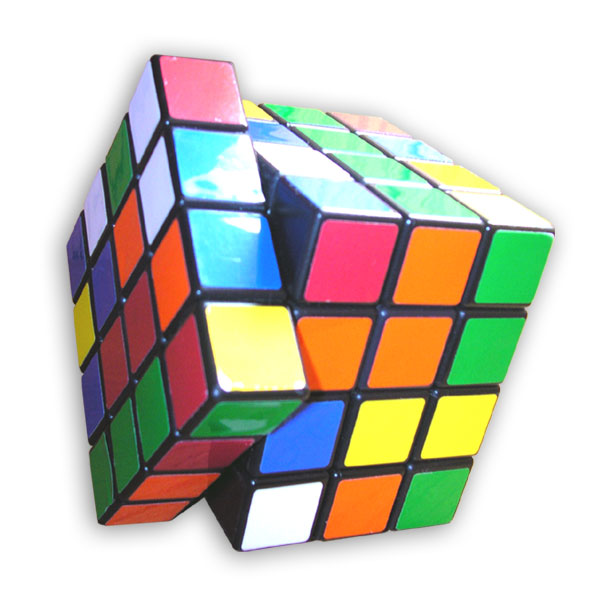
Venjança de Rubik amb una cara mig girada

Hi ha 8 vèrtex, 24 peces de vora i 24 centres.
Qualsevulla permutació dels vèrtexs és possible, incloent permutacions imparelles. Set dels vèrtexs poden ser rotats independentment, i l'orientació del huité depèn de com siguen les altres set, donant lloc a 8!×37 combinacions.
Hi ha 24 centres, que poden ser ordenats de 24! maneres diferents. Assumint que els quatre centres de cada color són indistingibles, el nombre de permutacions es redueix a 24!/(4!⁶) configuracions. El factor de reducció prové del fet que hi ha 4! maneres de disposar les 4 peces d'un color determinat. Açò ha de ser elevat a la 6a potència perquè hi ha 6 colors al cub. Una permutació imparella dels vètex implica una permutació imparella dels vèrtexs i viceversa; en qualsevol cas, les permutacions parelles i imparelles són indistingibles degut a l'aparença idèntica de les peces. Hi ha diverses maneres de fer que les peces del centre siguen distingibles, cosa que faria que les permutacions imparelles de centre foren visibles.
No es poden voltar les 24 peces voreres, perquè la forma interna de les peces és asimètrica. Les vores corresponents són distingibles, ja que són imagens especulars l'una de l'altra. Qualsevol permutació de les vores és possible, incloent permutacions imparelles, cosa que dona 24! disposicions, independentment dels vèrtexs o els centres.
Assumint que el cub no tinga una orientació fixa a l'espai, i que les permutacions resultants de girar el cub sense recargolar-lo siguen considerades idèntiques, el nombre de permutacions es redueix per un factor de 24 (pensem que pot reposar sobre 6 cares possibles, i per a cada una d'eixes 6 possibilitats pot presentar-nos 4 cares frontals possibles: 6x4=24). Això és perquè totes les 24 possibles posicions i orientacions del primer vèrtex són equivalents degut a la manca de centres fixes. Aquest factor no apareix en calcular les permutacions de NxNxN cubs on N és imparell, ja que aqueixos trencaclosques tenen centres fixes que ens identifiquen o caracteritzen l'orientació espacial del cub.
Açò dona un nombre total de permutacions de 
{\displaystyle {\frac {8!\times 3^{7}\times 24!^{2}}{4!^{6}\times 24}}\approx 7.40\times 10^{45}}
El nombre complet és 7,401,196,841,564,901,869,874,093,974,498,574,336,000,000,000 possibles permutacions (sobre 7,401 septilions, o aproximadament 7.401×1045).
Algunes versions de la Venjança de Rubik tenen una de les peces centrals marcada amb un logo, cosa que la fa distingible de les altres tres peces centrals del mateix color. Açò augmenta el nombre de permutacions distingibles per un factor de quatre (és a dir, el quàdruple del nombre gran presentat abans), arribant-se així a un total de 2.96×1046, encara que qualsevol de les quatre posicions possibles per a aquesta peça podria ser considerada com a correcta.

## Solucions
Hi ha diversos mètodes que es poden usar per a resoldre La Venjança de Rubik. El mètode més comú s'anomena reducció, dit així perquè a efectes pràctics redueix el cub de 4x4x4 a un de 3x3x3. Els experts primer agrupen les peces centrals de colors comuns, posant-les juntes, a continuació emparellen les vores que mostren els mateixos dos colors. Una vegada que s'ha fet açò, es pot procedir a continuar com si fóra la resolució d'un Cub de 3x3x3 mitjançant l'expedient de girar sols les capes externes del trencaclosques ("oblidem" els quatre quadres centrals de cada cara, que farien el paper que en el cub de 3x3x3 fa el quadre central corresponent). De totes maneres, es poden assolir en la pràctica certes posicions que no es poden resoldre en un cub estàndard de 3x3x3. Hi ha dos possibles problemes que no apareixen mai a un cub real de 3x3x3. El primer és tindre dues peces voreres revertides sobre una mateixa vora, cosa que produeix com a resultat que els colors per a eixa vora no concorden amb la resta dels cubets (cubies) en qualsevol de les cares adjacents: 
Plantilla:Rubik's Revenge face Observeu que aquestes dues peces voreres estan girades.
El segon problema és tindre dos parells de peces voreres intercanviats l'un amb l'altre: 
Plantilla:Rubik's Revenge face Aquestes situacions es coneixen com a errors de paritat. Aquestes posicions encara són solubles; però en tot cas, s'han d'aplicar algoritmes especials a fi de tractar aquests errors.
S'han dissenyat alguns mètodes per a evitar els errors de paritat descrits dalt. Per exemple, resoldre els vèrtexs i les vores primer i els centres al final evitaria tals errors de paritat. Una vegada s'ha resolt la resta del cub, qualsevol permutació de les peces centrals pot ser resolta. Observeu que és possible intercanviar aparentment un parell de centres de cara fent moure's en cicle 3 peces de centre de cara, dues de les quals són visualment idèntiques.
La resolució directa d'un cub de 4x4x4 no és comuna, però és possible amb mètodes tals com el K4. Fer això suposa mesclar una varietat de tècniques i depèn fortament de commutadors per als passos finals.

## Rècords del món
El temps més ràpid registrat per a una resolució individual és de 26.44 segons, establert per l'alemany Sebastian Weyer en l'Obert de Velbert en 2013. El rècord del món per a una mitjana de 5 resolucions pertany també a Sebastian Weyer amb un temps de 29.17 segons, aconseguits als Dies de Cub de Frankfurt (Frankfurt Cube Days) en 2012. Marcell Endrey d'Hongria té el rècord mundial per a la resolució del cub de 4x4x4 amb els ulls embenats: 2 minuts amb 48.88 segons.